# Sistema ottico off axis
Un sistema ottico Off-Axis (fuori asse) è un sistema ottico in cui l' asse ottico del diaframma non è coincidente con il centro meccanico dell'apertura. Le principali finalità dei sistemi ottici fuori asse sono quelle di evitare l'ostruzione dell'apertura primaria da parte di elementi ottici secondari, applicativi strumentali o sensori e di fornire un accesso immediato di tali strumenti al fuoco. Il compromesso ingegneristico in un sistema ottico fuori asse è un aumento delle aberrazioni dell'immagine.
In tale sistema la luce in ingresso colpisce il fotoricettore con un angolo obliquo anziché perpendicolare ad esso, la luce incidente non è quindi parallela all'asse del sistema ottico.